# Simon Tahamata
Simon Melkianus Tahamata (Vught, 26 maggio 1956) è un ex calciatore olandese, originario delle Isole Maluku (Molucche), di ruolo ala sinistra.

## Caratteristiche tecniche
Era un'ala destra.

## Carriera
Iniziò il suo iter sportivo nel 1976, nelle file dell'Ajax. Vi giocò fino al 1980, sommando 109 presenze e 14 reti, vincendo tre titoli nazionali e una KNVB beker ed entrando nel giro della Nazionale olandese, che lo vide in campo 22 volte con 2 reti tra il 1979 e il 1986.
Nell'estate 1980 passò ai belgi dello Standard Liegi, giocandovi fino al 1984 129 gare e segnando 40 volte, aggiudicandosi due campionati e una Coppa del Belgio e raggiungendo la finale della Coppa delle Coppe 1981-1982, persa contro il Barcelona.
Tornò quindi nei Paesi Bassi, al Feyenoord, dove giocò fino al 1986-87 segnando 29 reti in 87 gare, per far poi di nuovo in Belgio, al Beerschot, dove giocò dal 1987 al 1990, sommando 99 gare e 12 gol. Il passo d'addio fu tra i belgi del Germinal Ekeren dove giocò fino ai 40 anni compiuti, sommando 180 gare e 19 gol e ritirandosi alla fine del campionato 1995-1996.
In seguito ha allenato i giovani dell'Ajax.

## Palmarès
- Campionato olandese: 3

Ajax: 1976-1977, 1978-1979, 1979-1980
- Coppa dei Paesi Bassi: 1

Ajax: 1978-1979
- Campionato belga: 2

Standard Liegi: 1981-1982, 1982-1983
- Coppa del Belgio: 1

Standard Liegi: 1980-1981
- Supercoppa del Belgio: 2

Standard Liegi: 1981, 1983